# Pterisanthes pulchra
Pterisanthes pulchra är en vinväxtart som beskrevs av Henry Nicholas Ridley. Pterisanthes pulchra ingår i släktet Pterisanthes och familjen vinväxter. Inga underarter finns listade i Catalogue of Life.